# Earth
Earth es una banda de formada 1990 en Olympia, Washington por Dylan Carlson, Slim Moon y Greg Babior. Aunque el grupo ha mezclado e innovado constantemente su sonido, fueron los pioneros dentro del drone metal y del drone doom. La banda también recibió influencia de un doom experimental procedente de The Melvins, e incluso, en ciertas ocasiones, de un sonido muy próximo al hard rock, como en su álbum Phase 3: Thrones and Dominions. 

## Historia
Tras trasladarse a Seattle los miembros de la banda Slim Moon y Greg Babio decidieron abandonar Earth, y fueron reemplazados por Dave Harwell y Joe Preston. Con esta nueva alineación la banda grabó sus primeras canciones en los estudios Smegma de la ciudad de Portland, para estas grabaciones además contaron la participación de músicos como Mike Lastra, Kurt Cobain (Nirvana) y Kelly Canary (Dickless). Posteriormente, el sello alternativo Sub Pop se mostró interesado tras ver un concierto de la banda, y bajo este la banda edita su primer EP, titulado "Extra Capsular Extraction", pieza clave dentro de la fundación del Drone Doom, debido a sus riffs extremadamente lentos, pesados, distorsionados y repetitivos
Tiempo después Preston abandona la banda y se une al grupo The Melvins. Earth grabó su segundo trabajo en agosto de 1992, sin embargo el disco vio la luz en febrero de 1993 bajo el nombre de "Earth2", tras la salida de este álbum Dave Harwell abandona la banda.
En otoño de 1993, la banda comienza a grabar lo que sería su tercer álbum, "Phase 3: Thrones and Dominions" el cual sería terminado el año siguiente. Y lanzado en 1995 por Sub Pop, ese mismo año se uniría a la banda Ian Dickson como un miembro "permanente".
En 1996 se unirían otros músicos Shawn McElligot y Mike McDaniels, en la guitarra y la batería respectivamente. Con esta formación la banda edita su álbum "Pentastar: in The Style of Demons" con un sonido más orientado al rock, después de este trabajo la banda decide separase.
Después de la reedición de algunos viejos trabajos, algunos demos y grabaciones en vivo, Earth vuelve con "un sonido más suave y limpio". Esta vez con Adrienne Davie en la batería y Carlson quien ha sido siempre, la fuerza motriz dentro de la banda y el único miembro fijo ante los constantes cambios de formación y el "padre" del sonido característico de ésta.

## Curiosidades

### Dylan Carlson fuera del movimiento underground
Carlson es tal vez más conocido por haber sido el mejor amigo de Kurt Cobain, cantante y guitarrista de Nirvana. Este fue quien compró el arma que más tarde Cobain usó para suicidarse. Después de que Earth se mudara a Seattle, Cobain cantó en la canción "Divine and bright", de la demo incluida en la reedición del álbum en vivo "Sunn Amps and Smashed Guitars".

## Miembros

### Formación actual
- Dylan Carlson – guitarra, dispositivos (1990–presente)
- Adrienne Davies – batería, percusión (2001–presente)
- Don McGreevy - bajo
- Bill Herzog - bajo
- Brett Netson  - guitarra

### Miembros anteriores
- Lori Goldston - chelo, dispositivos (2009 - ?)
- Karl Blau - bajo (2009 - ?)
- Angelina Baldoz - bajo (? - ?)
- Dave Harwell – bajo (1990–1993)
- Slim Moon – guitarra, voz (1990–1991)
- Joe Preston – percusión, bajo (1990–1992)
- Greg Babior – voz (1990)
- Ian Dickson – guitarra, bajo (1994–1997)
- Michael McDaniel – batería (1996–1997)
- Sean McElligot – guitarra (1996–1997)
- Don McGreevy – bajo (ca. 2005–ca. 2009)
- Steve Moore – trombón, Wurlitzer (ca. 2005–ca. 2009)
- Jonas Haskins – guitarra (ca. 2006–ca. 2009)

## Discografía

### Álbumes de estudio
- Earth 2: Special Low Frequency Version (1993)
- Phase 3: Thrones and Dominions (1995)
- Pentastar: In the Style of Demons (1996)
- HEX; Or Printing in the Infernal Method (2005)
- The Bees Made Honey in the Lion's Skull (2008)
- Angels of Darkness, Demons of Light I (2011)
- Angels of Darkness, Demons of Light II (2012)
- Primitive and Deadly (2014)

### EP
- Extra-Capsular-Extraction (1992)

### Álbumes en directo
- Sunn Amps and Smashed Guitars (1995)
- Live 070796 (2001)
- Living in the Gleam of an Unsheathed Sword (2005)
- Live Hex; In a Large City on the North American Continent (2006)
- Live Europe 2006 (2007)
- Radio Earth (2008)

### Splits
- Earth / K.K. Null (2003) con K.K. Null
- Angel Coma (2006) con Sunn O)))
- Earth / Tribes of Neurot (2007) con Tribes of Neurot
- Earth / Sir Richard Bishop (2008) con Sir Richard Bishop

### Otros álbumes
- Legacy of Dissolution (2005) Álbum de remezclas
- Hibernaculum (2007) Álbum con canciones regrabadas
- A Bureaucratic Desire for Extra-Capsular Extraction (2010) Álbum recopilatorio